# Eurójel

Az eurószimbólum

Az eurójel (€), más nevén az eurószimbólum az euró devizajele.

## Szimbolika
A hivatalos értelmezés szerint a jel alapja a görög epszilon karakter, utalva az európai civilizáció gyökereire, illetve földrészünk nevének első betűjére. A jelben levő két párhuzamos vonal az egyenlőség jele, azt a reményt hivatott kifejezni, miszerint az euró stabil, értékálló fizetőeszköz lesz.

## Az eurójel megszerkesztése

Az eurószimbólum megszerkesztése

Az ábrán látható.

## A jel tervezéséről és bejegyzéséről
A mostani jel 1996. december 12-e óta hivatalos, az Európai Bizottság ekkor hirdette ki az eurószimbólum tervezésére kiírt pályázat győztesét; a kiírásra összesen tíz pályamű érkezett. Megjegyzendő, hogy a jelben Arthur Eisenmenger, az Európai Bizottság nyugalmazott grafikusa saját munkáját véli felfedezni; állítása szerint a jel eredetileg Európa szimbólumáként látott napvilágot 1974-ben. Az EMI 1997. július 15-i sajtóközleményében elismerte az eurójel szükségességét, és elfogadta az EB által kijelölt tervezetet. Ezt követően az EB kezdeményezte a jel szabványosítását és bejegyzését a Nemzetközi Szabványügyi Szervezetnél.

## Számítástechnikai megjelenés
A szimbólum a Unicode-táblában először az 1998 májusában kiadott 2.1-es verzióban kapott helyet, a 8364-es decimális pozíción. A jel felkerült az európai szabványú PC-billentyűzetekre is; a jel közvetlenül elérhető a megfelelő Windows, illetve Linux környezetekben egy-egy gomb – rendszerint az E (francia, német, olasz, spanyol, svéd, portugál), az U (lengyel, magyar) vagy a 4 (angol) – harmadlagos funkciójaként. A karakter előhívható továbbá az Alt + 0128 kombináció használatával is. A HTML leírónyelvben az € karakter megjelenítésére rendszerint az &euro;, az &#8364; vagy az &#x20AC; kifejezések használatosak.

## Az eurójel használata

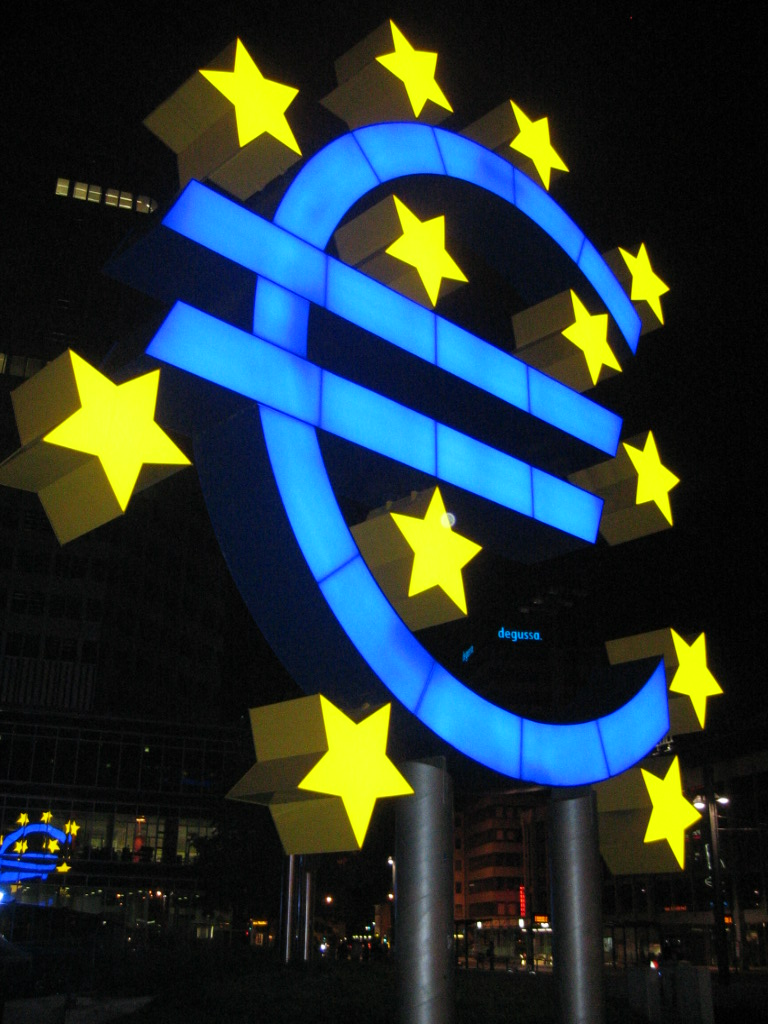
Eurószimbólum a frankfurti székhelyű Európai Központi Bank épülete előtt

Az eurószimbólum összegek leírásakor való használatában vegyes gyakorlat alakult ki; az egyes országokban az € egyszerűen átvette a korábbi nemzeti valuta jelzésének helyét. Így előfordul, hogy a jelet az összeg előtt (€3,50), az összeg után (3,50 €) és az is, hogy az euró- és a centértékek között (3€50) helyezik el.

## A Travelex-per
Megemlítendő, hogy a kiválasztott eurószimbólum 1998-ban jogi viták tárgyává lett, miután a londoni székhelyű Travelex pénzügyi szolgáltató panaszlevelet juttatott el az Európai Bizottsághoz, miszerint az eurójel és egy általuk, illetve leányvállalataik által több országban is, először 1989-ben bejegyzett védjegy nagyfokú hasonlóságot mutat. A kérdéses védjegy a cégnévből, illetve – a vita alapját képező – egy két vízszintes vonallal áthúzott c betűből áll, s a pénzhelyettesítő eszközök, hitelkártyák és banki szolgáltatások területére jegyezték be 5 nagyobb uniós államban. A cég véleménye szerint az eurójel széles körű használata csorbítja a védjegy eredetiségét, s védjegyük további felhasznására ösztönöz harmadik feleket. Miután az EB vitatta a két szimbólum hasonlóságát, s eleve eltérő jellegűnek vélte azok felhasználási területét (így az eurójelet alkalmatlannak találta arra, hogy az kárt okozzon a vállalatnak), az álláspontok többszöri levélváltás során sem közeledtek. A Travelex ennek fényében 2000-ben védjegybitorlás címszó alatt, angol fontban 25 és fél milliós kártérítési igénnyel – plusz a kamatok és a perköltség –, brit jog alapján keresetet nyújtott be az Európai Bírósághoz az ügyben. A bíróság 2003. április 10-i állásfoglalása megalapozatlannak vélte a vádakat. A döntés alapjául az a feltevés szolgált, hogy az eurójel használata általános jellegű, és nem konkrét termék vagy szolgáltatás védjegyeként használatos. Felmerült továbbá az is, hogy a Travelex a védjegyet – miután csak néhány országban volt bejegyezve – olyan ügyfélköre, illetve belső alkalmazottak felé jelenítette csak meg, akik kellően jól informáltak ahhoz, hogy a két hasonló jelet össze ne keverjék. A döntés értelmében a perköltség teljes egészében a céget terheli.